# Dreglin
Dreglin – wieś w Polsce położona w województwie mazowieckim, w powiecie ciechanowskim, w gminie Glinojeck.
W latach 1975–1998 miejscowość administracyjnie należała do województwa ciechanowskiego.